# Javier Aguirre
Javier Aguirre Onaindía (født 1. december 1958 i Mexico City, Mexico) er en tidligere mexicansk fodboldspiller (midtbane) og senere -træner.
Som spiller var Aguirre tilknyttet blandt andet América og Chivas i den hjemlige liga, samt spanske Osasuna. Han spillede desuden 59 kampe og scorede 13 mål for det mexicanske landshold og deltog ved VM i 1986 på hjemmebane.
Efter at have indstillet sin aktive karriere har Aguirre haft et langt forløb som træner. Han har blandt andet stået i spidsen for de spanske klubber Osasuna, Atlético Madrid, Real Zaragoza og Espanyol, ligesom han har haft ansvaret for både Mexicos og Japans landshold. Han stod i spidsen for Mexico ved både VM i 2002 i Sydkorea og Japan og ved VM i 2010 i Sydafrika.